# Steffen Zacharias
Steffen Zacharias (* 11. April 1927 in Hamburg, Deutschland; † 6. Juni 1989 in North Hollywood, Kalifornien, USA) war ein griechischer Schauspieler.

## Leben
Zacharias wurde als Sohn griechischer Eltern in Deutschland geboren und wuchs in den USA auf, wo er in New York City für die Bühne als Regisseur arbeitete, bevor er 1964 in der Fernsehserie The Reporter sein Schauspieldebüt gab. 1967 ging er nach Italien und erwarb sich schnell Reputation als verlässlicher Darsteller meist kauziger Charaktere in Genrefilmen, vor allem Italowestern und mehrfach als Partner von Bud Spencer und Terence Hill. Ende der 1970er Jahre ging er in die Staaten zurück, wo er bis 1984 weiterhin gelegentliche Nebenrollen spielte. 1989 starb Zacharias an Krebs.

## Filmografie (Auswahl)
- 1968: Die Mafia-Story (Sequestro di persona)
- 1968: Staatsstreich (Colpo di Stato)
- 1968: Die Unschlagbaren (Gli intoccabili)
- 1968: Die Verdammten dieser Erde (I dannati della terra)
- 1968: Vier für ein Ave Maria (I quattro dell'Ave Maria)
- 1969: Metello
- 1969: Die Nackte und der Kardinal (Beatrice Cenci)
- 1970: Der Brief an den Kreml (The Kremlin letter)
- 1970: Der Einsame aus dem Westen (Sledge)
- 1970: Die rechte und die linke Hand des Teufels (Lo chiamavano Trinità)
- 1971: Django – Der Tag der Abrechnung (Quel maledetto giorno della resa dei conti)
- 1971: Drei Amen für den Satan (La vendetta è un piatto che si serve freddo)
- 1971: Sabata kehrt zurück (È tornato Sabata… hai chiuso un'altra volta)
- 1972: Der Mann von La Mancha (Man of La Mancha)
- 1972: The Opium Connection (Afyon oppio)
- 1972: Verflucht, verdammt und Halleluja (E poi lo chiamarono il magnifico)
- 1973: Auch die Engel essen Bohnen (Anche gli angeli mangiano fagioli)
- 1973: Die perfekte Erpressung (Revolver)
- 1973: Sieben Stunden der Gewalt (7 ore di violenza per una soluzione imprevista)
- 1974: Ein Mann schlägt zurück (Il cittadino si ribella)
- 1974: Der Tod trägt schwarzes Leder (La polizia chiede aiuto)
- 1975: Unsere kleine Farm (2. Staffel, Folge "Das verwunschene Haus" der Mann im Theater von Mancato)
- 1982: Der Mann ohne Gnade (Death Wish II)
- 1984: Krieg der Eispiraten (The Ice Pirates)